# محمد بن القاسم البديسي
محمد بن القاسم البديسي (توفي عام 1922) كان عالم فلك وشاعر وكاتب مغربي.

## السيرة
وُلِد محمد في مدينة فاس لآل الباديس التي تنحدر أصلاً من قرية عرّاس في مدينة بادس. تتلمذ على يد كبار علماء فاس مثل محمد القادري، محمد كنون، عبد السلام الهواري، المهدي الوزاني وقاضي فاس عبد الله بن الهاشمي بن خضراء. إلى جانب دراسته للفقه، كان مهتمًا أيضًا بعلم الفلك واللغة وعلم الميقات والأدب.
انتقل إلى الجديدة ليعمل عدولاً عند القاضي العابد بن سودة، وفي هذه المدينة بدأ بتدريس مبادئ اللغة والدين. وكان من تلاميذه عبد السلام بن سودة الذي كتب ترجمانه في كتابه صل النيسال للنضال بالشيخ وأهل الكمال. عاد إلى فاس، وعمل في الطباعة الحجرية، واختار تصوير الأعمال الأدبية وعلم الميقات. ومن أشهر الكتب التي طبعها كتاب روضة الأزهر في علم وقت الليل والنهار لعبد الرحمن الجدري.
وأخيرا توجه إلى القصر الكبير حيث نال إعجاب عامة السكان وقائد المدينة بوسلام الرميكي. عمل في البداية مدرسًا، لكنه بدأ ينتقد الطرق الصوفية والمذاهب الإسلامية مثل الشيعية والإباضية وبعض المذاهب السنية مثل الزيارات والتوسل، حيث رأى ضلالهم جميعًا بحد اعتقاده. وقد أظهر دعمه الشديد للوهابية، وبدأ الناس يبتعدون عنه، وأصدر بعض الفقهاء فتوى ضده بتهمة الابتداع والمروق. مما اضطره في النهاية إلى الانزواء في مرقد أبي عصريّة الفاسي في حي القطانين إذ اعتبر إسلامه هو الوحيد الصائب دون بقية الطوائف الموجودة.
وظل مريضًا لفترة حتى توفي سنة 1922م ودفن في ضريح أبي يحيى الملاح بحي باب الواد.